# Малоантилска игуана
Малоантилската игуана (Iguana delicatissima) е вид влечуго от семейство Игуанови (Iguanidae). Видът е световно застрашен, със статут Уязвим.

## Разпространение
Разпространен е в Ангила, Бонер, Гваделупа, Доминика, Мартиника, Сен Бартелми и Сен Естатиус.
Регионално е изчезнал в Антигуа и Барбуда, Свети Мартин, Сейнт Китс и Невис и Синт Мартен.